# Gabès Médina

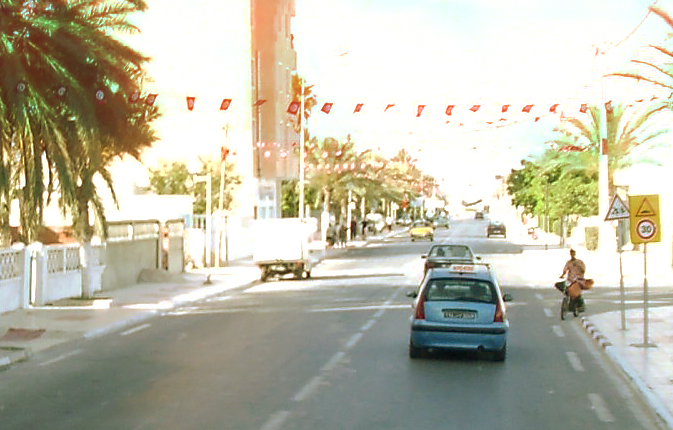
Zona del centre de Gabès

La delegació o mutamadiyya de Gabès Médina (àrab: معتمدية قابس المدينة, muʿtamadiyyat Qābis al-Madīna) és una delegació de Tunísia, a la governació de Gabès, formada per la ciutat en la seva zona central, incloent la medina (la zona vella i el mercat) que li dona el nom. La delegació té 44.660 habitants (cens del 2004).

## Administració
La delegació o mutamadiyya, amb codi geogràfic 51 51 (ISO 3166-2:TN-12), està dividida en cinc sectors o imades:
- Secteur 1 (51 51 51)
- Secteur 2 (51 51 52)
- Secteur 3 (51 51 53)
- Secteur 4 (51 51 54)
- Chott Sidi Abdesselam (51 51 55)

Al mateix temps, forma part de la municipalitat o baladiyya de Gabès (codi geogràfic 51 11).